# Marcos Chalita
Marco Antonio Chalitas Valenzuela (Belén de los Andaquíes, 2 de agosto de 1948 -Neiva, 4 de enero de 2002), más conocido como Marcos Chalita, fue un político y exguerrillero colombiano, militante del Movimiento 19 de abril (M-19). Fue miembro de la Asamblea Nacional Constituyente de 1991.

## Biografía
Fue líder campesino y miembro de la Asociación Nacional de Usuarios Campesinos (ANUC) en Caquetá. Se unió al M-19 donde coordinó la Regional Sur de esa organización. Participó en la Toma a Florencia (Caquetá), en 1984. Lideró un asalto a Toribío (Cauca) en 1986. Llegó a ser parte del Comando Superior del M-19. Fue atacado durante el proceso de negociaciones entre el M-19 y el gobierno colombiano. Lideró la desmovilización del Frente Sur del M-19 en 1990, y reemplazó a Francisco Maturana elegido como miembro de la Asamblea Nacional Constituyente de 1991, tras la renuncia de este. Propuso reconocer al campesino colombiano como sujeto de derechos. En 1991, fue detenido por porte ilegal de armas. Fue diputado de la Asamblea Departamental del Huila.
Sufrió un accidente en un balneario en Rivera (Huila) que le causaría la muerte. Murió en Neiva (Huila) el 4 de enero de 2002.